# Nilla Pizzi
Pour les articles homonymes, voir Pizzi.
 (septembre 2020).
Si vous disposez d'ouvrages ou d'articles de référence ou si vous connaissez des sites web de qualité traitant du thème abordé ici, merci de compléter l'article en donnant les références utiles à sa vérifiabilité et en les liant à la section « Notes et références ».
Nilla Pizzi, née Adionilla Pizzi  (née le 16 avril 1919 à Sant'Agata Bolognese, en Émilie-Romagne – morte 12 mars 2011 à Segrate, Milan, à l'âge de 91 ans), est une chanteuse et actrice italienne.
Elle a été la première lauréate du Festival de Sanremo en 1951 avec Grazie dei Fior. L’année suivante, elle a même atteint les première, deuxième et troisième places (Vola colomba, Papaveri e papere, Una donna prega). Durant sa carrière, elle a participé à dix éditions du Festival de San Remo, présentant sept fois dans la course 31 pistes, deux fois comme invitée et une en tant que présentatrice. Elle a gagné deux premières places, quatre deuxièmes places, deux troisièmes places, tout un podium, et deux prix pour sa carrière.
Elle a été principalement active du milieu des années 1940 à la fin des années 1960.

## Biographie

### Les débuts
Fille aînée d’Angelo, agriculteur et également cantonnier municipal, et de Maria, couturière à domicile, Nilla Pizzi avait deux sœurs cadettes, Liliana et Denisa, qui ont par la suite créé un atelier de tricot très populaire alentour. Le hasard lui a donné un nom de baptême erroné à la suite d'une erreur de transcription sur le registre d’état civil, car elle aurait dû s’appeler Dionilla, pour plaire à sa grand-mère. Le nom de famille Negrini est très couramment attribué à son état civil réel, ce qu’elle considère elle-même comme le fruit d’une inexplicable légende urbaine.
Après avoir suivi des cours de formation professionnelle, elle est employée d’abord comme petite main dans la couture, puis à la boulangerie militaire de Casaralta puis enfin comme vérificatrice de postes de radio chez Ducati à Bologne. Même avant d’entrer dans le monde de la chanson, Nilla Pizzi se fait déjà remarquer dans le milieu des concours de beauté qui, dans la fin des années trente, commençaient à faire leur apparition. Elle a participé au concours Cinquemila lire per un sorriso (« Cinq mille lires pour un sourire »), créé en 1939 par le peintre et graphiste publicitaire Dino Villani, concours qui était en quelque sorte le précurseur de la future manifestation Miss Italie (qui a pris de l’ampleur après la guerre). Mais le soir du 4 novembre 1938, juste à dix-neuf ans, elle débutait dans un spectacle pour les soldats du 59e régiment d’infanterie de Bologne, organisé pour la fête des Forces armées.
Le 24 septembre 1940, elle épouse Guido Pizzi, un jeune manœuvre du bâtiment qui, bien que portant le même nom de famille, très répandu dans la région, n’est pas un parent. Quelques jours après le mariage, son mari est appelé aux armes et le couple se séparera définitivement. Aussi en 1940, grâce à l’appui d’un oncle officier de l’armée, elle commence à jouer dans les spectacles organisés pour les Forces armées, devenant même la mascotte du 35e régiment d’infanterie de Bologne. Nilla Pizzi gagne en 1942, devant dix mille concurrents, un concours de nouvelles voix organisées par EIAR (la future RAI — Radio et télévision italienne), en interprétant les chansons Tu musica divina, le succès d’Alberto Rabagliati et Domani, non m’aspettar, déjà cheval de bataille d’Oscar Carboni. Elle commence à jouer avec l’orchestre Zeme, débutant à la radio, et dans la même année, interprétant la mélodie Casetta fra le rose, composée par Guido Cergoli.
Passée dans l’orchestre de Cinico Angelini, le 20 février 1944, elle enregistre son premier album pour les disques Parlophone, en duo avec Bruna Rattani dans Valzer di primavera et d’accompagner Elsa Peyrone dans Ronda solitaria. Le 23 février vient enfin sa première chanson solo : Alba della vita (ce que, cependant, Nilla Pizzi a toujours nié avoir chanté, prétextant qu’il s’agissait d’une erreur d’étiquette de Parlophone,. Elle est écartée de la radio après un avis défavorable émis par le chef Tito Petralia au printemps 1944, à cause de sa voix considérée trop sensuelle et exotique par le régime fasciste. Durant la période 1945-1946, elle tourne dans les théâtres et les salles de danse dans toute l’Italie, à la suite de l’orchestre de Cinico Angelini, avec qui elle a eu entre-temps aussi une liaison amoureuse. Elle chante aussi avec l’orchestre Gimelli et celui de la Salle Gay de Turin.
Elle revient régulièrement à la radio en 1946, avec un contrat discographique qui la lie à Cetra, dénoncé par La Voce del Padrone (La Voix de son Maître), qui revendique un contrat antérieur. Nilla Pizzi est contrainte de frauder en utilisant certains pseudonymes tels que Isa Marletti, Ilda Tulli, Conchita Velez, Carmen Isa ; certains disques ne comportent même aucune indication et elle y figure en tant qu’anonyme. Tout cela va durer jusqu’en 1949, année où Nilla Pizzi va enfin pouvoir utiliser à nouveau son propre nom. Malgré ces tracas, dans l’intervalle, elle parvient néanmoins a devenir très populaire, largement acclamée avec le lancement des titres comme Chico chico, Caè Caè (tous deux en duo avec Tony Stella), Ho lasciato il paese del cuore, Tchiou Tchiou, Oh papà!, Cocoricò (l’une des premières compositions de Renato Carosone, sur un texte de Giovanni d’Anzi, qu’il signe Notorious), Maria de Bahia (avec Alfredo Clerici et Clara Jaione), Donde vien, donde vas ? (avec le Duo Fasano), La ultima noche, Dopo di te, O mama mama, Vivere baciandoti, È troppo tardi, Cantando, Ancora, La raspa, Acercate mas, Quizas quizas quizas, Samba del tranvay.
Dans la période 1948-1950, les tendances et les goûts du public changent, du fait de l’émergence du style latino-américain imposé à Hollywood par Xavier Cugat et Carmen Miranda, et ensuite propagé au travers de chansons italiennes et françaises aux rythmes de samba, de rumba, de baión, de calypso et de cha-cha-cha. Nilla Pizzi savait aussi comment jongler avec des chansons joyeuses grâce à une interprétation ironique. Aussi célèbre sont ses duos, avec son compatriote Luciano Benevene (avec qui — finie sa relation avec Angelini — elle concocte une histoire d’amour tumultueuse), allant de chansons comme Bongo Bongo, Che si fa con le fanciulle ? jusqu’à la très réussie Avanti e indrè.

### Les années 1950: les victoires à San Remo

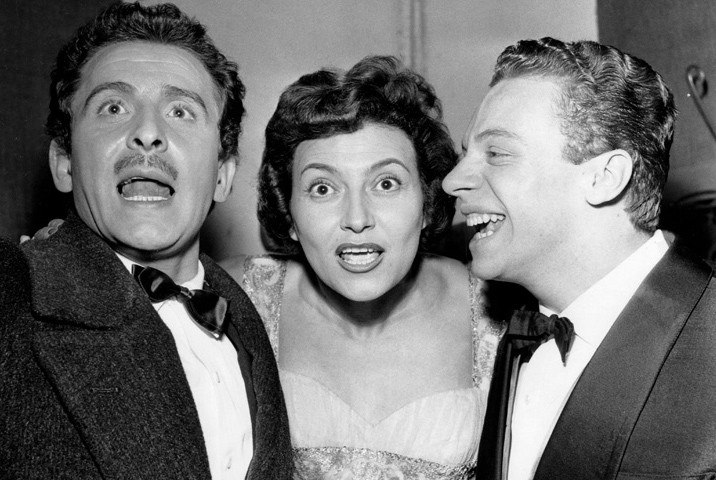
Domenico Modugno, Nilla Pizzi et Johnny Dorelli à San Remo en 1958.

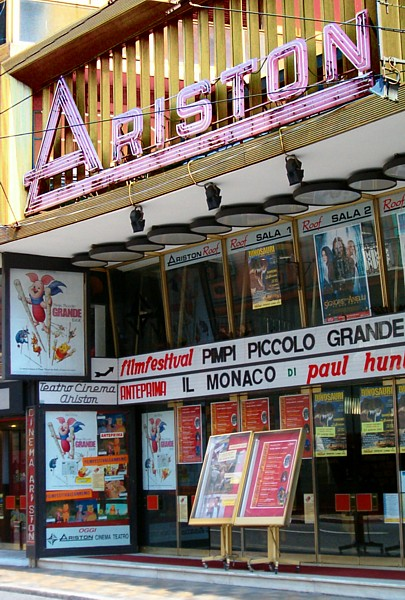
Le Théâtre Ariston à Sanremo.

En 1950, Nilla Pizzi interprète de nombreuses compositions qui sont révélées immédiatement autant de succès comme Ciliegi rosa (Cerisier rose et pommier blanc d’André Claveau), Che bel fiulin, Nulla, écrite pour elle par Casasco, contrebassiste de l’orchestre Angelini, Italia mia, Quiereme mucho. En 1951, elle remporte le premier Festival de Sanremo avec Grazie dei fior finit également deuxième avec La luna si veste d’argento, chantée en duo avec Achille Togliani, Grazie dei fior se vendra à 36 000 exemplaires en 78 tours, vrai record pour l’époque.
L’année suivante, elle triomphe de nouveau au Festival de Sanremo en occupant tout le podium (premier, deuxième et troisième prix, respectivement) avec Vola colomba, Papaveri e papere et Una donna prega, un record qui reste encore inégalé par tout autre chanteur. Luca Goldoni décrit Nilla Pizzi dans un article comme « la reine de la chanson italienne », un titre qui restera dans l’histoire. Ses chansons marquent une époque : Vola colomba accompagne le retour de Trieste en Italie tandis Papaveri e papere, se vend à 75 000 exemplaires, a été traduite en quarante langues, fait le tour du monde et a inspire également le titre d’un film avec Walter Chiari. Elle en enregistre une version historique avec le ténor Beniamino Gigli.
En 1952, démarre le Festival de Naples, que Nilla Pizzi gagne avec Desiderio’e sole en duo avec Franco Ricci, remportant également la troisième place avec Margellina, chantée avec Sergio Bruni. Au Festival de San Remo 1953 elle sera classée « seulement » deuxième avec Campanaro interprétée en duo avec Teddy Reno. Mais elle va immédiatement revenir en force avec d’autres enregistrements qui confirment son énorme succès : Me voy pa’l pueblo, Anema e core, El marinerito, Stelle e lacrime, Inganno, Malasierra (chanson au texte soigné), Padam Padam (adaptation de la célèbre chanson d’Édith Piaf), Non è la pioggia, Chérie, Mandolino napoletano, Duska (Douchka, interprétée en France par Anny Gould, Patrice et Mario...), O ciucciariello, Mondina, Eternamente, Canzone appassionata, Statte vicino a me.
Pendant ce temps Nilla Pizzi alimente les colonnes de la presse à sensation au sujet de sa relation amoureuse avec le chanteur Gino Latilla, avec qui elle chante en duo dans de nombreuses chansons célèbres comme Colpa del bajon, Col tricche-ballacche El bajon, Amico tango Volevo dir di no. Remplacée par Vittoria Mongardi au Festival de San Remo de 1954, affectée par la tentative de suicide de Gino Latilla (après qu’elle l’ait délaissé), elle a décidé de changer de maison de disques, s’amincit et se teint en blonde. Elle devient l’actrice vedette dans plusieurs films musicaux comme Une fille formidable (Ci troviamo in galleria) de Mauro Bolognini (où elle donne la réplique à Carlo Dapporto et Sophia Loren), et Canzone appassionata de Giorgio Simonelli ou encore la comédie musicale franco-italienne La Route du bonheur (Saluti e baci) de Maurice Labro et Giorgio Simonelli. Elle y interprète son propre rôle aux côtés d’artistes et célébrités essentiellement français et italiens tels qu'André Claveau, Juliette Gréco, Georges Guétary, Gino Latilla, Luis Mariano, Yves Montand, Roberto Murolo, Line Renaud, Teddy Reno, Georges Ulmer…
Ses admirateurs fondent en son honneur à Turin, le premier fan-club dans l’histoire de la chanson italienne, appelé Il salottino di Nilla. Ils sont aussi à l’origine de la mode des fac-similés « cartoNille » de cartes postales portant l’inscription « cartonilla postale » au verso, et diverses photos de Nilla Pizzi placées au recto, que ses fans utilisaient pour échanger des vœux de Noël ou des avis sur ses concerts. En 1954, elle lance à Piedigrotta, sous les étoiles d’Anacapri, le fameux Luna Caprese, bissé huit fois ; tout au long du mois de mai, elle salue les auditeurs de radio avec la chanson O mese d'e rrose. L’année suivante, elle participe avec Teddy Reno et Alberto Talegalli au magazine musical radiophonique Rosso e nero de Corrado, obtenant un ample succès.
Puis elle effectue une tournée couronnée de succès en Amérique, participe à de multiples émissions de radio et de télévision, enregistre plusieurs disques et triomphe avec la chanson Croce di oro ; le Progresso Italo-Americano de New York écrit que le titre de « Reine de la chanson italienne » n’est pas un coup de publicité, mais bien mérité par Nilla Pizzi. En 1957, elle remporte le Festival de Velletri avec Dicembre m'ha portato una canzone en duo avec Nunzio Gallo ; elle remporte des victoires simultanées au Festival de la nouvelle chanson sicilienne avec Sicilia bedda. Elle embarque avec Paolo Bacilieri pour une tournée en Russie, d’où elle rapportera en Italie, les chansons Kira et Podmoskovnye Večeřa (connu en Italie sous le nom de mezzanotte in Mosca (Midnight in Moscow), enregistrée avec le Roman New Orleans Jazz Band de Carlo Loffredo. Dans la même année, elle épouse secrètement à Acapulco, le guitariste Charles Havens, dont elle se séparera quelques mois plus tard.
En 1958, elle revient au Festival de San Remo où elle se place en deuxième et troisième place, respectivement, avec L’edera, reprise en français, en 1964, par les Chats Sauvages, et Amare un altro, reprise de Tonina Torrielli et Gino Latilla (qui est le seul chanteur qui parvient presque à faire de l’ombre à Domenico Modugno, grand vainqueur avec Nel blu dipinto di blu). Quelques mois plus tard, elle remporte l’édition 1958 de Canzonissima (avec la chanson L’edera). En 1959, elle remporte Festival de Barcelone (en duo avec Claudio Villa, qui présente binairio), le Prix de la Critique du Festival de la Chanson italienne (Prix de la Critique de San Remo) (avec Adorami). En outre, elle se classe troisième au Festival de Naples avec Vieneme‘nzuonno associée à Sergio Bruni.

### Les années 1960, 1970 et 1980

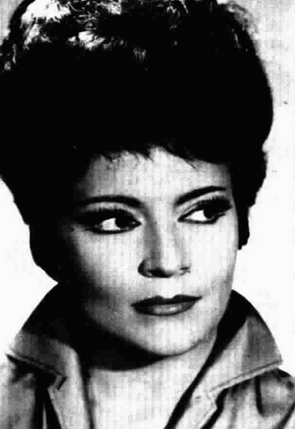
Nilla Pizzi dans les années 1960

En 1960, Nilla Pizzi revient au Festival de San Remo et atteint la finale avec la chanson Colpevole en duo avec Tonina Torrielli, alors qu’elle est éliminée dès la première écoute de Perdoniamoci, reprise d’Achille Togliani. Dans les années soixante, avec l’avènement des Urlatori (littéralement « les hurleurs », les yé-yé italiens), elle est écartée du devant de la scène par les nouvelles tendances musicales. Cependant, capable de décrocher d’autres succès sous l’égide de la maison de disques RCA italiana, elle lance une soirée élégante à Acapulco dénommée Portofino, en l’honneur de Fred Hammond prématurément et tragiquement décédé peu de temps avant. Parmi les participants locaux, on y distingue des célébrités telles que Frank Sinatra, Sammy Davis jr, Curd Jürgens et Caterina Valente. En 1961, elle participe au Giugno della Canzone Napoletana (Juin de la chanson napolitaine). En 1962, elle concourt au Premier Cantagiro où elle chante Un mondo per noi, sans atteindre la finale.
Cette même année, Nilla Pizzi entreprend la première d’une série de trente années de tournées réussies en Australie, où elle apparaît également à la télévision locale. En 1964, elle figure parmi les 42 participants de la première édition d’Un disco per l’estate (un disque pour l’été) avec la chanson Abbronziamoci insieme. La même année, faisant preuve d’un grand sens de l’autodérision, elle participe à la parodie des Trois Mousquetaires pour la série TV La Biblioteca di Studio Uno, réalisée par Antonello Falqui et mise en scène par le Quartetto Cetra, où elle joue la reine Anne d’Autriche et Claudio Villa le roi Louis XIII. Un ouvrage de référence, Le Grand livre de Dumas rédigé sous la direction de Charles Dantzig (Paris : les Belles lettres, 1997), fait référence à ce programme télévisé.
Nilla Pizzi reçoit du gouvernement libyen le prestigieux « Grand Cerf d’Or » et en 1965, elle remporte le Festival de Sandrigo (Vicence) avec la chanson Ti, te se timido. Sous la direction d’Alberto Lattuada, elle interprète Sostrata dans l’adaptation cinématographique de La Mandragore de Machiavel, aux côtés de Toto, Romolo Valli, Rosanna Schiaffino et Philippe Leroy. En 1968, elle entreprend une autre tournée américaine réussie, au cours de laquelle elle a l’honneur de chanter aux côtés de Frank Sinatra, Ella Fitzgerald, Rosemary Clooney et Perry Como. En 1970, elle enregistre l’album Scritte per me, avec douze morceaux écrits par les plus grands auteurs et compositeurs italiens tels que Pino Calvi, Carlo Donida, Bruno Pallesi, Leo Chiosso, Carlo Alberto Rossi, et même l’écrivain Leonida Rèpaci et les chefs d’orchestre Pippo Baudo et Paolo Limiti. L’album signe son passage dans sa nouvelle maison de disques : Equipe.
En 1972, son album Con tanta nostalgia remporte le Prix de la Critique Discographique, alors très convoité. En 1981, Gianni Ravera l’invite à présenter le Festival de San Remo, aux côtés de Claudio Cecchetto ; Nilla Pizzi est la marraine officielle du trentième anniversaire de la première édition. De 1986 à 1990 elle forme avec Carla Boni, Gino Latilla et Giorgio Consolini, le groupe « Quelli di Sanremo (Ceux de San Remo) », avec lequel elle apparaît dans de nombreux événements et enregistre également un 33 tours en 1989. Active durant les années soixante-dix et quatre-vingt, elle se produit dans maintes émissions de radio et de télévision, effectue des tournées partout dans le monde (en particulier en Australie et au Canada) et se produit dans les salles et les théâtres dans toute l’Italie et dans de nombreuses éditions de la Festa de l’Unità (équivalent italien de la Fête de l’Humanité).
De 1988 à 1992, elle est responsable d’une émission de variétés de la chaîne locale Romagna Mia. Pendant la saison 86/87, elle sera l’invitée du programme de télévision L’allegro giovedi sur Antenna 3 qui a pour indicatif, la chanson Un giorno all’italiana extraite de l’album du même nom. En 1989, elle participe a C’era volta il festival avec , n’atteint pas la finale, on lui remet un prix sous la forme d’une plaque commémorative, attribuée par un comité, qui reconnait Grazie dei fior comme la meilleure chanson des quarante ans du Festival de San Remo.

### Les années 1990
En 1990, Nilla Pizzi participe au concours télévisé C’era una volta il festival avec Papaveri e papere dans une nouvelle version swing, mais ne parvient pas à accéder à la finale. Dans les années quatre-vingt-dix elle est fréquemment l’invitée des programmes télévisés de la RAI réalisés par Paolo Limiti (E l’Italia racconta… 1996, Ci vediamo in TV 1998, Alle 2 su RAI Uno 2000, Vediamo su RAI Uno 2002, dans lequel elle réinterprète plus de cinq chansons de genres et répertoires variés. À l’occasion du Festival de San Remo en 1994, fait partie du groupe Squadra Italia, spécialement réuni pour l’occasion, en chantant la chanson Una vecchia canzone italiana, et obtient la 20e place.
En 1992, elle reçoit le prix de la Personnalité artistique décerné pour l’ensemble de ses réalisations. On peut remarquer certainement l’une de sa participation à un sketch avec Aldo, Giovanni et Giacomo avec Giovanni qui interprète le DJ disco-metal Johnny Glamour dans un épisode de Mai dire Gol del Lunedi.
Profitant de sa renommée et son charisme, en particulier auprès des personnes âgées, elle apparaît sur la télévision privée comme animatrice de télé-achat vantant les mérites des « Pyramide della fortuna »  : petites pyramides de cuivre qui promettent la chance, l’amour et la résolution de tous les problèmes de santé. Comme le dit Nilla Pizzi lors de la diffusion sur Rete Mia, la pyramide aurait la capacité de faire se renouer les sentiments entre deux personnes en plaçant simplement leurs photos à côté, et serait également capable d’améliorer la situation financière des acheteurs.
Ces pyramides étaient vendues à un prix supérieur à 200  000 lires jusqu’en 1995, avant qu’une enquête du siège de la police à Gênes mette fin brusquement à cette escroquerie.
Elle a été victime à plusieurs reprises dans l’émission de télévision Scherzi a parte : resteront ces épisodes mémorables, en 1992, où elle interprète Grazie dei fior devant des personnes qui se battent dans le studio et, en 1995, quand elle se tient dans une stalle face à face avec un «cheval miracle» en chantant Vola Colomba.
En 1997, elle participe à l’émission méridienne de Canale 5, Ciao Mara, réalisée par Mara Venier.

### Les années 2000

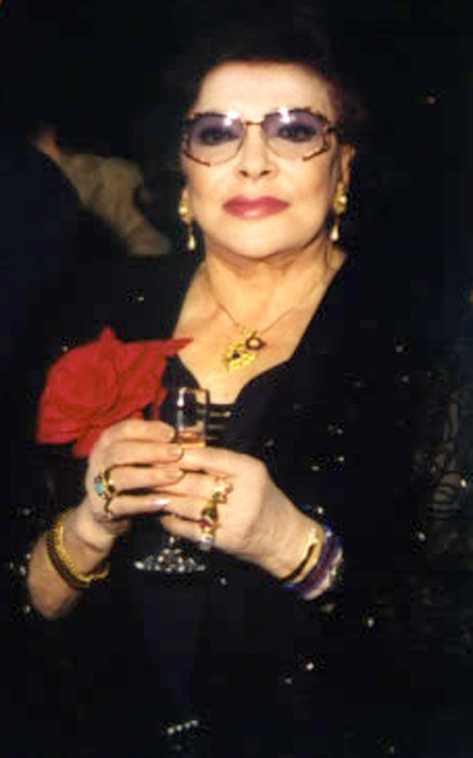
Nilla Pizzi dans les années 2000.

En 2001, elle a réinterprété la chanson Grazie dei fior, version rap, avec le boys band italien 2080. Avec le même groupe elle présente la chanson Io e te au comité de sélection du Festival de San Remo en 2002, mais elle est rejetée. Le 1er juin 2002, le Président de la République Carlo Azeglio Ciampi la nomme Grand Officier de la République italienne.
L’année suivante, en 2003, lors du Festival de San Remo, elle a reçu le prestigieux Premio alla Carierra (Prix pour la Carrière). Dans la même année, elle est de retour en studio d’enregistrement, pour l’album Insieme si canta meglio, qui comprend douze duos avec de grands noms de la variété italienne tels Platinette, Valeria Marini, Don Backy, Goldfinger et autres. L’été de cette année, surprenant tout le monde, elle décide de participer à une tournée estivale à travers l’Italie accompagnée de la star de la télévision Platinette, un projet bientôt arrêté en raison de problèmes de santé. Souffrant d’une maladie vasculaire, elle est contrainte de quitter la scène pendant une longue période de rééducation qui l’a tenue à l’écart des projecteurs pendant deux ans.
Elle est de nouveau sur pieds, et entre 2005 et 2006 apparaissant dans multitude d’autres émissions de télévision telles que Domenica In et Sanremo contra Sanremo. En 2006, elle enregistre un duo avec Michele Paulicelli, intitulé Vicino a chi se non a te, qui demeure actuellement son dernier enregistrement. En 2008 et 2009 elle apparait parmi les stars de l’été musical Ozzano dell’Emilia où elle se produit avec Giorgio Consolini, avec qui elle présente aussi un duo en septembre 2008 à Capannori, lors des célébrations du 40e anniversaire de l’Associazione Lucchesi nel Mondo. Les rumeurs divulguées par Lorena Bianchetti en février 2009 pendant l’émission Domenica in, au sujet d’une « aggravation de son état de santé », ont été largement démenties. Le jour de son 90e anniversaire elle reçoit les salutations personnelles du premier ministre Silvio Berlusconi, et de nombreux journaux et émissions de télévision l’honorent. Mina, dans sa chronique dans le journal La Stampa, écrit : « J’ai beaucoup appris de sa voix, et il est juste de l’admettre, enfin. »
Pendant les festivités, Nilla Pizzi annonce la sortie prochaine d’un CD contenant chansons et poèmes, et son départ pour une croisière dans les îles Grecques. Nilla Pizzi rejoint officiellement le projet des Amichi per l’Abbruzzo. L’initiative vient de Laura Pausini qui organise avec cinquante autres chanteurs italiens, y compris Nilla Pizzi, un concert qui se tient le 21 juin 2009 au Stadio Giuseppe Meazza de San Siro à Milan. Les bénéfices de la soirée sont reversés pour aider à la reconstruction dans les zones sinistrées des Abruzzes. Le 4 juillet 2009, Nilla Pizzi reçoit personnellement un prix décerné pour sa carrière lors de la célébration de dix ans de la Squadra Italia 2000, à l’initiative de Lele Mora. Le 14 août 2009, elle reçoit également un autre prix pour l’ensemble de sa carrière à Alassio de la part de la municipalité de San Remo. En septembre, elle est de nouveau en tournée sur une croisière en Méditerranée avec son collègue Giorgio Consolini. Nilla Pizzi a fait un retour inattendu sur le petit écran, lors de la télédiffusion de Domenica Cinque réalisée par Barbara d’Urso, le 15 novembre 2009, apparaissant en direct de la maison de Lele Mora où elle est invitée avec d’autres collègues et amis parmi lesquels Loredana Bertè.

### Les années 2010-2011: San Remo et le nouvel album posthume
En février 2010, Nilla Pizzi est l’invitée d’honneur de la troisième nuit du Festival de San Remo, après le vibrant hommage par Carmen Consoli, qui a chanté sur scène Grazie dei fior : Nilla Pizzi, accompagnée par quatre jeunes et coiffée d’une majestueuse robe conçue spécialement pour elle par un créateur napolitain, entonne le refrain de Vola Colomba montrant qu’elle possède une intonation toujours impeccable et qu’elle a gardé sa caractéristique brune, voix ferme. Peu après, la chanteuse a reçu le Prix de la Ville de San Remo .
À cette occasion, le critique de télévision Mariano Sabatini écrit dans le journal Metro : « San Remo sied à Nilla Pizzi. Bien qu’elle se plait à dire qu’elle est née avec le Festival, la « reine de la chanson italienne » dissimule coquettement ses 91 ans ce soir-là en duo sur la scène du Théâtre Ariston avec l’une des chanteuses  des plus originales et troublantes, Carmen Consoli, sur Grazie dei fior [...] un tel esprit indomptable, non affecté par des problèmes de santé récents brillamment résolus, est un exemple pour ses pairs et pour tous ces jeunes atteints d’apathie. »
Le dimanche 28 février 2010, Nilla Pizzi participe, en tant qu’invitée au « Carnevale di Cento » où elle monte sur scène et, accompagnée à la guitare par Giovanna Nocetti, chante quelques-unes de ses chansons les plus célèbres. Dans son numéro de mars 2010, le magazine Musica leggera, publie une longue interview accordée par Nilla Pizzi à Enzo Giannelli, dans laquelle la chanteuse raconte les principales étapes de sa carrière ; cela se révélera être la dernière entrevue officielle de la chanteuse. Le 29 mars 2010, Nilla Pizzi apparaît en tant qu’invitée de l’émission télévisée réalisée par Paolo Limiti, Minissima 2010, diffusée en prime time sur RAI Due pour célébrer les soixante-dix ans de la Tigresse de Crémone, Mina. Au cours de la soirée, Nilla Pizzi chante en direct et évoque son duo à Mille Luci avec Mina où elles chantaient Papaveri e papere.
9 juillet 2010 Nilla Pizzi, accompagnée de son agent, Lele Mora, inaugure la troisième édition de « Padova Pride Village », et, secondée par le chanteur-compositeur-interprète Joan Nocetti, chante les refrains de Vola colomba et Papaveri e papere. En août 2010, en collaboration avec son ami de toujours Giorgio Consolini, elle participe encore une fois aux festivités de l’ « Estate di Ozzano ». En septembre 2010, elle commence à travailler sur l’enregistrement d’un nouvel album solo qui aurait dû voir le jour en 2011. Le 12 avril 2011, un mois après le décès de la chanteuse, son album posthume, Tutto Nilla Pizzi est publié.

### La disparition
Nilla Pizzi s’est éteinte subitement le matin du 12 mars 2011, à la clinique Capitanio à Milan, à l’âge de 91 ans, où elle a été hospitalisée à la suite d’une intervention, qui s’était d’abord bien déroulée. Dans cette même clinique, une chapelle ardente est tenue le 13 et 14 mars 2011, puis les funérailles et l’enterrement de la chanteusese sont célebrés le 15 mars 2011, à Milan, dans la basilique de Santa Eufemia. Durant les jours qui ont suivi le départ de la chanteuse, une journée de deuil a été décretée à Sant’Agata Bolognese, son pays natal. Le 16 mars Nilla Pizzi est inhumée dans le caveaue famille où se trouvent déjà ses parents. Pour lui rendre hommage, ses concitoyens se sont rassemblés autour des cendres de la chanteuse ainsi que les membres de sa famille, formant une procession. De nombreux hommages et souvenirs, en plus de ceux des médias, sont ceux de ses vieux amis, tels que Giorgio Consolini, Teddy Reno, Pippo Baudo, qui se souviennent d’elle comme d’une femme solaire et énergique, jusqu’à Carmen Consoli, qui définit Nilla Pizzi comme faisant partie intégrante de la culture musicale italienne, aussi parce qu’elle a atteint près de 73 ans de carrière officielle.

## Participations au Festival de San Remo
- 1951
  - Grazie dei fiori - première place
  - La luna si veste d'argento - seconde place
  - Eco tra gli abeti avec Achille Togliani - cinquième place
  - La margherita avec le Duo Fasano - huitième place
  - È l'alba - Non finaliste
  - Ho pianto una sola volta - Non finaliste
  - Mia cara Napoli - Non finaliste
  - Notte di Sanremo - Non finaliste
  - Tutto è finito - Non finaliste
- 1952
  - Vola colomba - première place
  - Papaveri e papere - seconde place
  - Una donna prega - troisième place
  - Nel regno dei sogni - dixième place
  - Buonanotte ai bimbi del mondo avec le Duo Fasano - Non finaliste
  - Il valzer di Nonna Speranza avec le Duo Fasano - Non finaliste
  - Ninna nanna dei sogni perduti - Non finaliste
- 1953
  - Campanaro  en duo avec Teddy Reno - seconde place
  - Sussurrando buonanotte  en duo avec Teddy Reno - huitième place
  - Papà pacifico en duo avec Teddy Reno - dixième place
  - Canto della solitudine en duo avec Teddy Reno - Non finaliste
  - L'altra en duo avec Flo Sandon's - Non finaliste
- 1958
  - L'edera abbinata a Tonina Torrielli - seconde place
  - Amare un'altra en duo avec Gino Latilla - troisième place
  - Giuro d'amarti così en duo avec Claudio Villa - cinquième place
  - La canzone che piace a te chantée ensemble avec Aurelio Fierro en duo avec Claudio Villa et avec le Duo Fasano - Non Finaliste
- 1959
  - Sempre con te en duo avec Fausto Cigliano - sixième place
  - Adorami en duo avec Tonina Torrielli - Non finaliste
  - Il nostro refrain en duo avec Tonina Torrielli - Non finaliste
- 1960
  - Colpevole en duo avec Tonina Torrielli - Quatrième place
  - Perdoniamoci en duo avec Achille Togliani - Non finaliste
- 1981
  - En tant que présentatrice avec Claudio Cecchetto
- 1994
  - Una vecchia canzone italiana - à la tête du groupe Squadra Italia - dix-neuvième place
- 2003
  - En tant qu'invitée d'honneur, un prix pour couronner sa carrière lui a été remis par la Ville de San Remo
- 2010
  - En tant qu'invitée d'honneur, un prix pour couronner sa carrière lui a été remis par la Ville de San Remo, mais en récompensant également les chansonst avec lesquelles elle a remporté le premier prix du festival, Grazie dei fior et Vola colomba

« Grazie dei fior, fra tutti gli altri li ho riconosciuti, mi han fatto male eppure li ho graditi, son rose rosse e parlano d'amor.

Grazie dei fior e addio per sempre addio, senza rancor »
(Nilla Pizzi, Grazie dei fiori)
« Merci pour les fleurs, parmi tous les autres, je les ai reconnues , elles ont m'ont rendu malade mais je les ai acceptées , ce sont des roses rouges et elles parlent d'amour .

Merci pour les fleurs et au revoir à jamais, au revoir, sans rancune »
(Nilla Pizzi, Grazie dei fiori)

## Distinctions

Grand Officier du Mérite de la République Italienne, décoration remise le 5 mai 2003, à l'initiative du Président de la République.

## Discographie

### Discographie italienne (partielle)
La discographie de Nilla Pizzi est basée sur celle reconstituée par Enzo Giannelli.

#### 78 tours
- 20 février 1944 : Ronda solitaria/Valzer di primavera (Parlophon, C 8063; face A avec Elsa Peyrone; face B avec Bruna Rattani)
- 23 février 1944 : Alba della vita/Guarda un po' (Parlophon, C 8067; face A première chanson solo ; face B chantée par Dea Garbaccio)
- 17 mai 1944 : Quel mazzolin di fiori/Tulipano d'oro (Parlophon, C 8069; premier disque ou elle chante seule sur les deux faces)
- 17 mai 1944 : Verrà/L'alpino sogna (Cetra, DC 4345; face A avec Dea Garbaccio; face B chantée par Alfredo Clerici)
- 1946 : Prisionero del mar/Mi sueño azul (La Voce del Padrone, AV 785)
- 1946 : La barchetta in mezzo al mar/Dove sta Zazà (La Voce del Padrone, AV 794 ; toutes les chansons avec Tony Stella)
- 1946 : Chimera/Tchiou Tchiou (La Voce del Padrone, AV 804)
- 10 settembre 1946 : Harlem notturno/Ho lasciato il paese del cuor (La Voce del Padrone, HN 2136, seulement la face B; face A instrumental de l'orchestre de Cinico Angelini, avec Dino Panichi au saxophone solo)
- 1946 : Voglio amarti così/Antico sogno blu (Fon, FP 1013; sous le nom d'Isa Merletti)
- 1946 : Dimenticarti/Ho lasciato il paese del cuor (Fon, FP 1014; sous le nom d'Isa Merletti)
- 1946 : Voglio amarti così/Antico sogno blu (Mayor, Mr 1055; ristampa di FP 1013 ; sous le nom d'Isa Merletti)
- 1946 : Dimenticarti/Ho lasciato il paese del cuor (Mayor, Mr 10565; ristampa di FP 1014 ; sous le nom d'Isa Merletti)
- 1947 : Cica Cica Bum/Cadrà cadrà (La Voce del Padrone, HN 2152; avec Tony Stella)
- 1947 : Rumba azul/Bumble Boogie (La Voce del Padrone, HN 2301)
- 1947 : La cumparsita/Gelosia (Cetra, DC 4708 ; sous le nom d'Ilda Tulli)
- 1947 : Chico Chico/Tutta la vita (Cetra, DC 4710; face A isous le nom de Conchita Velez, en duo avec Tony Stella sous le pseudonyme de Ramon Monteiro; face B isous le nom d'Ilda Tulli)
- 1948 : Oh papà/Sul mare luccica (Cetra, DC 4792)
- 1948 : Il monello/La vita è rosa (Cetra, DC 4793)
- 1948 : A Ka-li-ka-li-ko/Se tu m'ami non so (Cetra, DC 4795; face A avec Antonio Basurto, face B avec Alfredo Clerici)
- 19 giugno 1948 : Cocoricò/Maria de Bahia (Cetra, DC 4796)
- 1948 : La Chupeta/Mi Triste Corazon (Cetra, DC 4821)
- 1948 : In fondo al cuore/Canzone d'autunno (Cetra, DC 4825)
- 1948 : O mama mama/Dopo di te (Cetra, DC 4833; face A avec le Duo Fasano)
- 1948 : Vivere baciandoti/Perché non sognar (Cetra, DC 4834)
- 1948 : Clopin clopan/Serenata delle campane (Cetra, DC 4842)
- 1948 : Mañana por la Mañana/Corumba (Cetra, DC 4843; face A avec le Duo Fasano; face B avec Luciano Benevene et le Duo Fasano)
- 1949 : Bongo bongo/Bonghi alla batteria (Cetra, DC 4891; face A avec lel Duo Fasano et Luciano Benevene; face B avec le Duo Fasano)
- 1949 : È troppo tardi/Sognami (Cetra, DC 4894)
- 1949 : Esclava/Dance avec moi (Cetra, DC 4896; avec Luciano Benevene)
- 1949 : Panorama di Napoli/Laguna addormentata (Cetra, DC 4920)
- 1949 : T'aspetto a Margellina/Ancora (Cetra, DC 4968)
- 1949 : Qualcosa in Perù/Avanti e indré (Cetra, DC 4969; avec Luciano Benevene et Gigi Beccaria)
- 1949 : Acquarello napoletano/Un violino nel mio cuore (Cetra, DC 4972;
- 1949 : Occhi languidi/Non aspetto nessuno (Cetra, DC 4988)
- 1949 : DI più/Piccolo abat jour (Cetra, DC 4989)
- 1949 : Samba spensierata/Rumba di primavera (Cetra, DC 5005; avec le Duo Fasano)
- 1949 : Luna sobre el Yaragua/Dolce Francia (Cetra, DC 5047)
- 1949 : Acercate mas/Quizas, quizas, quizas (Cetra, DC 5048)
- 1949 : Questa notte saprò/Que Serà De Mi? (Cetra, DC 5067)
- 1950 : Il caracol/Ba-tu-ca-da (Cetra, DC 5121; les deux morceaux avec le Duo Fasano)
- 1950 : Noche de ronda/Nulla (Cetra, DC 5149)
- 1950 : Baciami Jeni/Il piccolo navio (Cetra, DC 5473; face A chantée par Achille Togliani et face B chante avec le Duo Fasano)
- 1950 : Ciliegi rosa/Andalusa (Cetra, DC 5202)
- 1950 : Il canarino/M'ha detto una conchiglia (Cetra, DC 5215;)
- 1950 : Questo è l'amore/L'amore bibbidi bobbidi bu (Cetra, DC 5238; face B chantée par le Duo Fasano)
- 1951 : Me Voi Pa 'l Pueblo/Ciquita Bacana (Cetra, DC 5240; les deux morvceaux avec le Duo Fasano)
- 1951 : Grazie dei fiori/Sorrentinella (Cetra, DC 5262; face B chantée par le Duo Fasano)
- 1951 : Serenata a nessuno/La luna si veste d'argento (Cetra, DC 5263; face A chantée par Achille Togliani seul; face B chantée en duo avec Achille Togliani)
- 1951 : Eco fra gli abeti/AL mercato di Pizzighettone (Cetra, DC 5265; face A chantée avec Achille Togliani; face B chantée par le Duo Fasano et Achille Togliani)
- 1951 : Notte di Sanremo/La margherita (Cetra, DC 5296; face B avec le Duo Fasano)
- 1951 : Ho pianto (una volta sola)/Oro di Napoli (Cetra, DC 5298)
- 1951 : La gavottina dei nonni/Nulla cambierà (Cetra, DC 5301; face B chantée par le Duo Fasano)
- 1951 : Ancora/Con te sempre restar (Cetra, DC 5302)
- 1951 : Settembre/Inno all'amore (Cetra, DC 5304)
- 1951 : Anema e core/Mandolino mandolino a Santa Lucia (Cetra, DC 5328; face B avec Achille Togliani)
- 1951 : El Marinerito/Un cinese a Napoli (Cetra, DC 5330; face A avec le Duo Fasano; face B chantée par le Duo Fasano)
- 1951 : Misa De Las Once/Tabù (Cetra, DC 5331; face b avec le Duo Fasano)
- 1951 : Triste sogno/Anema e core (Cetra, DC 5360)
- 1952 : Ultime foglie/Clarita (Cetra, DC 5394; les deux morceaux avec le Duo Fasano)
- 1952 : Una donna prega/Madonna delle rose (Cetra, DC 5463; sur la face B Oscar Carboni)
- 1952 : Vola colomba/Papaveri e papere (Cetra, DC 5465)
- 1952 : Valzer di nonna Speranza/Ninna nanna ai sogni perduti (Cetra, DC 5471)
- 1952 : Vola colomba/L'attesa (Cetra, DC 5472; face B chantée par Gino Latilla)
- 1952 : Papaveri e papere/Due gattini (Cetra, DC 5473; face B chantée par le Duo Fasano)
- 1952 : Via Veneto/Silvia (Cetra, DC 5477; face B chantée par Achille Togliani)
- 1952 : Alla solita ora/Malasierra (Cetra, DC 5559;
- 1952 : Inganno/Acquiolo (Cetra, DC 5618; face A chantée par Gino Latilla)
- 1953 : Campanaro/Povero Amico Mio (Cetra, DC 5668; face B chantée par Gino Latilla)
- 1953 : Vecchio scarpone/Papà pacifico (Cetra, DC 5669; face A chantée par Gino Latilla)
- 1953 : El abaion/O ciucciarello (Cetra, DC 5696; face A chantée par Gino Latilla)
- 1953 : Amico tango/Duska (Cetra, DC 5698; face A chantée par Gino Latilla)
- 1953 : Sugar busch/Volevo dir di no (Cetra, DC 5700; les deux faces chantées avec Gino Latilla)
- 1953 : Col tricche ballacche/Sugar busch (Cetra, DC 5788; les deux faces chantées avec Gino Latilla)
- 1953 : Se nel mio cuore leggerai/Eternamente (Cetra, DC 5802)
- 1954 : Tutte le Mamme/Con Te (Cetra, DC 5977)
- 1955 : Se nel mio cuore leggerai/Eternamente (Cetra, DC 5802)
- 1955 : Lacrime e solitudine/Palma di Maiorca (RCA Italiana, A25V 0081)
- 1955 : Gelsomina/Jhonny Guitar (RCA Italiana, A25V 0137)
- 1955 : È tanto bello/Amo Parigi (RCA Italiana, A25V 0224)
- 1955 : Arrivederci Roma/Fiume d'argento (RCA Italiana, A25V 0288)
- 1956 : Madonnina delle lacrime/Croce d'oro (RCA Italiana, A25V 0420)
- 1956 : Amapola/La spagnola (RCA Italiana, A25V 0431)
- 1956 : Amami se vuoi/Il bosco innamorato (RCA Italiana, A25V 0452)
- 1956 : Aprite le finestre/Due teste sul cuscino (RCA Italiana, A25V 0454)
- 1956 : La vita è un paradiso di bugie/Nota per nota (RCA Italiana, A25V 0455)
- 1956 : Ti sognerò/L'amore è una cosa meravigliosa (RCA Italiana, A25V 0460)
- 1957 : Fragole e cappellini/Giuro d'amarti così (RCA Italiana, A25V 0649)

#### 33 tours - 25 cm
- 1953: Nilla Pizzi, Angelini e la sua orchestra (Cetra, LP 1)
- 1954: Nilla Pizzi con Angelini e la sua orchestra (Cetra, LPA 15)
- 1954: Otto canzoni e la sua voce (RCA Italiana, A10V 0009)
- 1955: Stella d'o mare (RCA Italiana, A10V 0036)
- 1956: Sanremo 1956 (RCA Italiana, A10V 0080)
- 1957: Sanremo 1957 (RCA Italiana, A10V 0085; avec Paola Orlandi et Emilio Mauro)

#### 33 tours - 30 cm
- 1957 : Rendez-vous with Nilla (RCA Italiana LPM 1534)
- 1958 : 1958 Nilla Pizzi a Sanremo (RCA Italiana LPM 10012)
- 1958 : La regina dei festivals (RCA Italiana LPM 10023)
- 1958 : Nilla Pizzi nel mondo (RCA Italiana LPM 10024)
- 1958 : IIª 'Sagra della Canzone Nova', Assisi 1958 - (RCA Italiana LPM 10030) - "Madonnina di casa mia" (A1), "I pulcini" (A7), "Suona l'angelus" (B1), "Jerusalem" (B6)
- 1959 : 20 canzoni di Sanremo '59 (RCA Italiana LPM 10038; avec Teddy Reno et Miranda Martino)
- 1959 : Napoli '59. Le 20 canzoni del festival (RCA Italiana, LPM 10060; avec Teddy Reno, Elio Mauro, Stella Dizzy et Miranda Martino)
- 1961 : Love in Portofino (Titanus, TMS 1001)
- 1963 : Se 'l mare fosse tocio... (IPM, LIP 311; avec Lia Scutari; réédité ensuite avec le titre Venezia canta)
- 1963 : Nilla Pizzi canta... (SIR, LDS 101)
- 1963 : ...son rose rosse (Fonit-Cetra, LPP 14)
- 1964 : La vie en rose... (Fonit-Cetra, LPP 23)
- 1964 : Nilla Pizzi la regina della canzone (RCA Italiana, PML 10389)
- 1968 : La regina della canzone (Joker, SM 3187)
- 1969 : Le canzoni degli anni 20 (Equipe, EQLP 1003)
- 1970 : Scritte per me (Equipe, EQLP 1005)
- 1972 : Con tanta nostalgia (Equipe, EQLP 1006)
- 1974 : Nilla tango (Ariston Records, AR/LP 12177)
- 1975 : Nilla Pizzi e i suoi grandi successi (Ariston Records)
- 1975 : La regina del liscio (RCA Italiana, TPL 1-1098)
- 1980 : Nilla Pizzi (Pass Port, PPS 11 120)
- 1982 : ...Oggi (Ricordi)
- 1984 : Nillamix (Green Records, GRNL 001)
- 1985 : Una lady che sogna (NAR International)
- 1987 : Un giorno all'italiana (NAR International)
- 1987 : Vola colomba (Durium, DAL 1528)
- 1988 : Raccolta di successi (Dischi Ricordi - Serie Orizzonte, ORL 9078)
- 1989 : Quelli di Sanremo con Carla Boni, Giorgio Consolini et Gino Latilla

#### 45 tours - EP
- 1954: Souvenir d'italie/'Nu quarto 'e luna/Autunno in Roma/Arrivederci Roma (RCA Italiana, A72V 0018)
- 1955: L'amore è una cosa meravigliosa/Dream/L'ultima volta che vidi Parigi/Senza catene (RCA Italiana, A72V 0043)
- 1955: Fontana di Trevi/Trinità dei monti/Una gita a li castelli/Arrivederci Roma (RCA Italiana, A72V 0050) (le premier titre est chanté par Katyna Ranieri)
- 1955: Maruzzella/Me so 'mbriacato 'e sole/I te vurria vasà/Scapricciatello (RCA Italiana, A72V 0051) (le quatrième titre est chanté par Katyna Ranieri)
- 1956: Oro niro/Che m'è 'mparato a ffa/Mi tristeza/un mundo raro (RCA Italiana, A72V 0097)
- 1957: Avevo solo te/Ave Maria/Amiamoci così/A mi nada me importa (RCA Italiana, A72V 0135)
- 1957: Malinconico autunno/Serenatella 'e maggio/Napule sole mio/'nnammurate dispettuse (RCA Italiana, A72V 0136)
- 1957: Il baffo alla Menjou/Tammorre 'e notte/Disperatamente/Tricche tri-tricche tra (RCA Italiana, A72V 0178)
- 1957: Dasvidania Mosca/Bucarest/Racconta la leggenda/Kira (RCA Italiana, A72V 0207)
- 1958: Amare un altro/Giuro d'amarti così/L'edera/La canzone che piace a te (RCA Italiana, A72V 0229)
- 1958: Nel blu dipinto di blu/Timida serenata/fragole e cappellini/Mille volte (RCA Italiana, A72V 0230)
- 1959: Il nostro refrain/Nessuno/Adorami/Sempre con te (RCA Italiana, EPA 10038 2)
- 1959: Nostalgia (RCA Italiana, EPA 10038 2)

#### 45 tours - Single
- 1955: 'Na voce 'na chitarra e 'o poco 'e luna/Accarezzame (RCA Italiana, N 0230)
- 1955: Arrivederci Roma/Fiume d'argento (RCA Italiana, N 0288)
- 1955: Maruzzella/Suspiranno mon amour (RCA Italiana, N 0332)
- 1955: Le Rififi/Serenata romantica (RCA Italiana, N 0333)
- 1956: Croce di oro/Madonnina delle lacrime (RCA Italiana, N 0420)
- 1956: L'amore è una cosa meravigliosa/Dream (RCA Italiana, N 0460)
- 1956: Dicembre m'ha portato una canzone/Il mondo dei sogni (RCA Italiana, N 0570)
- 1957: A mi nada me importa/Delirio (RCA Italiana, N 0600)
- 1957: Malinconico autunno/Serenatella 'e maggio (RCA Italiana, N 0602)
- 1957: Napule sole mio/'Nnamurate dispettuse (RCA Italiana, N 0603)
- 1957: Chella 'lla/Serenatella sciuè sciuè (RCA Italiana, N 0608)
- 1957: Lazzarella/Guaglione (RCA Italiana, N 0609)
- 1957: Il baffo alla Menjou/Tammorre 'e notte (RCA Italiana, N 0621)
- 1957: Disperatamente/Tricche tri-Tricche tra (RCA Italiana, N 0622)
- 1957: Dasvidania Mosca/Kira (RCA Italiana, N 0632)
- 1957: Rocce rosse/La Borricana (RCA Italiana, N 0635)
- 1957: La Marianna cha cha cha/Maria Canaria (RCA Italiana, N 0636)
- 1957: Domenica è sempre domenica/Il vagabondo (RCA Italiana, N 0638)
- 1957: Sentite a 'mme/Polca Brasiliana (RCA Italiana, N 0639)
- 1957: Un angelo è sceso a Brooklyn/Mai più (RCA Italiana, N 0640)
- 1957: Non lo saprai mai/Mi arrendo al tuo amore (RCA Italiana, N 0641)
- 1958: Tutte le mamme/O mein papà (Cetra, SP 388)
- 1958: L'edera/Nel blu dipinto di blu (RCA Italiana, N 0647)
- 1958: La canzone che piace a te/Amare un altro (RCA Italiana, N 0648)
- 1958: Fragole e cappellini/Giuro d'amarti così (RCA Italiana, N 0649)
- 1958: L'edera/Timida serenata (RCA Italiana, N 0650)
- 1958: Al chiar di luna porto fortuna/With All My Heart (RCA Italiana, N 0735)
- 1958: Marjolaina/Vivo d'amore (RCA Italiana, N 0764)
- 1958: Malasierra/Amico tango (Fonit-Cetra, SP 178; face B en duo avec Gino Latilla)
- 1958: La vie en rose/Ciliegi rosa (Fonit-Cetra, SP 220; face A en duo avec Alberto Rabagliati)
- 1959: Il nostro refrain/Tua (RCA Italiana, N 0783)
- 1959: Adorami/Nessuno (RCA Italiana, N 0784)
- 1959: Abbracciami (Il musichiere, N 20093) , disque souple
- 1959: Sempre con te/Né stelle né mare (RCA Italiana, N 0785)
- 1959: Ascolta mamma/È come un cucciolo (RCA Italiana, N 0818)
- 1959: La foule/Le ore (RCA Italiana, N 0819)
- 1959: Vieneme 'nzuonno/Cerasella (RCA Italiana, N 0847)
- 1959: Solitudine/Ammore celeste (RCA Italiana, N 0849)
- 1959: Les gitans/La pioggia cadrà (RCA Italiana, N 0901)
- 1959: Tutte le mamme/O mein papà (Fonit-Cetra, SP 388)
- 1960: Colpevole/Splende il sole (RCA Italiana, N 1018)
- 1960: Perdoniamoci/Il mare (RCA Italiana, N 1019)
- 1961: Al di là/Il mare nel cassetto (Titanus, Tld 5006)
- 1961: Come sinfonia/Lady Luna (Titanus, Tld 5007)
- 1961: I dolci inganni/Non dimenticarmi troppo presto (Titanus, Tld 5008)
- 1961: Uno a te, uno a me/La mia felicità (Titanus, Tld 5009)
- 1961: Ammore senza fine/Notte 'ncantata (Titanus, Tld 5016)
- 1961: Donde estas corazon/Suspiro (Titanus, Tld 5023)
- 1962: Un mondo per noi/Il nostro romanzo (Sprint, Sp A 5033)
- 1963: Fiori/Sanremo la nuit (SIR, TS 9022)
- 1964: Come potrei dimenticarti/E se domani (SIR, TS 9026)
- 1964: Vola colomba/Maria de Bahia (SIR, TS 9027)
- 1964: Spazzacamino/Tango delle rose (SIR, TS 9028)
- 1964: Papaveri e papere/Johnny Guitar (SIR, TS 9029)
- 1964: Grazie dei fiori/Marjolaina (SIR, TS 9030)
- 1964: O sole mio/Senza te (SIR, TS 9031)
- 1964: Croce di oro/Romantica città (SIR, TS 9032)
- 1964: Abbronziamoci insieme/La canzone dell'estate (SIR, TS 9040)
- 1964: La ballata del carcerato/Noche a Vera Cruz (Pig, PI 7149)
- 1965: Tu sei timido/Marieta monta in gondola (Pig, PI 7203)
- 1966: Dopo di noi/Resta come sei (BDM, PA 45001)
- 1967: Mi chiedo perché/Le cose che non diciamo mai (BDM, PA 45004)
- 1969: Tzigana/Le scimmiette del Brasile (Equipe, EQS 1)
- 1969: Nannì (Una gita a li castelli)/Le signorine da marito (Equipe, EQS 2)
- 1969: Tango delle rose/Nilo blu (Equipe, EQS 3)
- 1969: Ninna nanna delle 12 mamme/Sotto il cielo delle Antille (Equipe, EQS 4)
- 1969: Creola/Cocottina (Equipe, EQS 5)
- 1969: Tango della malavita/Tutte le donne fanno così (Equipe, EQS 6)
- 1971: Bambino/Mi piace la gente (Equipe, EQ 0129)

#### Compact discs et cassettes audio
- 1982: ...Oggi1984: Nillamix
- 1985: Una lady che sogna (NAR International)
- 1985: Viva Nilla (Intensity)
- 1987: Un giorno all'italiana (NAR International)
- 1988: Quelli di Sanremo avec Carla Boni, Gino Latilla et
- Giorgio Consolini (Bebas Record)
- 1993: Musica mediterranea
- 1994: Una vecchia canzone italiana (avec le groupe Squadra Italia)
- 1997: Quelli di Sanremo, réédition de l'album de 1987 avec Carla Boni, Gino Latilla et Giorgio Consolini
- 1999: Il mare di settembre
- 2002: La novità
- 2003: Insieme si canta meglio

### Discographie française (partielle)

#### 45 tours - EP
- 1956 : Souvenir d'Italie - N° 1, RCA 75 311. A1 Souvenir d'Italie, A2 Nu quarto'e luna - B1 Arrivederci Roma, B2 Autunno in Roma
- 1956 : Souvenir d'Italie - N° 2, RCA 75 313. A1 La Spagnola (V. Dichiara), A2 Come le rose (Genise), B1 Lala una gita a li castelli (Silvestri) B2 I'te vurria vasa'  (Russo/Di Capua) / Nilla Pizzi avec Armando Trovajoli et son orchestre.
- 1957 : Nilla Pizzi à San Remo, RCA 75 372. A1 Casetta in Canada (Le ranch de Maria), A2 Usignuolo - B1 Corde de la mia chitarra, B2 Cancello tre le rose / Nilla Pizzi avec Piero Umiliani et son orchestre.
- 1957 : Festival de Naples 1957, RCA 75 381. A1 Cantammola sta canzone, A2 Suonno e fantasia - B1 Bene mio, B2 Felicità / Nilla Pizzi avec Marcello De Martino et son orchestre.
- 1958 : Nilla Pizzi à San Remo 1958, RCA 75 443. A1 Nel blu dipinto di blu (Modugno/Migliacci), A2 L'edera (Seracini/D'acquiesto) - B1 La canzone che piace a te (Cutolo/Giuro), B2 D'amarti cosi (Mascheroni) / Nilla Pizzi avec Marcello De Martino et son orchestre
- 1959 : San Remo 59, RCA 75 512. A1 II nostre refrain (De Simone/Oliverio), A2 Adorami (Testoni/Fusco) - B1 Sempre con te (Murolo), B2 Nessuno (De Simone - Capostoli / Nilla Pizzi , orchestre dirigé par Marcello de Martino.
- 1960 : Mandulino d'o Texas, RCA 75 563.  A1 Mandulino d'o Texas (Capotosti/Gentile) avec Giordano et son orchestre. A2 Nu quartu'e luna (Manilo Oliviero) avec Chucho Zarzoza  et son orchestre - B1Suspiriano "mon amour" (Lombardi/Cesareo) avec Walter Coli et son orchestre, B2 'Na Voce 'na chitarra (Rossi/Calise) avec Mario Gangi à la guitare.

#### 45 tours - Single
1957 :  Chella lla' - Lazzarella, RCA  45 412. Face A Chella lla' - Face B Lazzarella / Nilla Pizzi, Marcello de Martino e il suo quartetto.

#### Compilations
- 1957 : En Italie, les plus célèbres mélodies et chansons de la Péninsule, 33 tours 25cm , RCA 130 059 / Artistes variés.
- 1962 : Eternelle Italie, 60 ans de "canzonetta", 33 tours 30cm, RCA 430 376 / Artistes variés.
- 1963 : Succès de San Remo, 33 tours 30cm, Guilde Internationale du Disque POP1246 / Artistes variés.
- 2012 : Vive l'Italie, coffret 5 CD, Marianne Mélodie 635724 / Artistes variés. CD 1, piste 1, Souvenir d'Italie; CD 5, piste 1 Grazie dei fior, piste 3, Papaveri e Papere.

##### 45 tours - EP
- 1956 : Souvenir d'Italie - N° 2, RCA 75 313. A1 La Spagnola (V. Dichiara), A2 Come le rose (Genise), B1 Lala una gita a li castelli (Silvestri) B2 I'te vurria vasa'  (Russo/Di Capua) / Nilla Pizzi avec Armando Trovajoli et son orchestre.
- 1957 : Nilla Pizzi à San Remo, RCA 75 372. A1 Casetta in Canada (Le ranch de Maria), A2 Usignuolo - B1 Corde de la mia chitarra, B2 Cancello tre le rose / Nilla Pizzi avec Piero Umiliani et son orchestre.
- 1957 : Festival de Naples 1957, RCA 75 381. A1 Cantammola sta canzone, A2 Suonno e fantasia - B1 Bene mio, B2 Felicità / Nilla Pizzi avec Marcello De Martino et son orchestre.
- 1958 : Nilla Pizzi à San Remo 1958, RCA 75 443. A1 Nel blu dipinto di blu (Modugno/Migliacci), A2 L'edera (Seracini/D'acquiesto) - B1 La canzone che piace a te (Cutolo/Giuro), B2 D'amarti cosi (Mascheroni) / Nilla Pizzi avec Marcello De Martino et son orchestre.
- 1959 : San Remo 59, RCA 75 512. A1 II nostre refrain (De Simone/Oliverio), A2 Adorami (Testoni/Fusco) - B1 Sempre con te (Murolo), B2 Nessuno (De Simone - Capostoli / Nilla Pizzi , orchestre dirigé par Marcello de Martino.
- 1960 : Mandulino d'o Texas, RCA 75 563.  A1 Mandulino d'o Texas (Capotosti/Gentile) avec Giordano et son orchestre. A2 Nu quartu'e luna (Manilo Oliviero) avec Chucho Zarzoza  et son orchestre - B1Suspiriano "mon amour" (Lombardi/Cesareo) avec Walter Coli et son orchestre, B2 'Na Voce 'na chitarra (Rossi/Calise) avec Mario Gangi à la guitare.

##### 45 tours - Single
1957 :  Chella lla' - Lazzarella, RCA  45 412. Face A Chella lla' - Face B Lazzarella / Nilla Pizzi, Marcello de Martino e il suo quartetto.

##### Compilations
- 1957 : En Italie, les plus célèbres mélodies et chansons de la Péninsule, 33 tours 25cm , RCA 130 059 / Artistes variés.
- 1962 : Éternelle Italie, 60 ans de "canzonetta", 33 tours 30cm, RCA 430 376 / Artistes variés.

### Discographie États-Unis (partielle)

#### 33 tours
- 1957: Queen Of Italian Song (RCA Victor, LPM-1143, avec l'orchestre de Armando Trovajoli; ; publié aux États-Unis)
- 28 septembre 1957: Love Me If You Want To (RCA Victor, LPM-1378, avec l'orchestre de Walter Colì; publié aux États-Unis)
- 1959: Rendez-Vous With Nilla (RCA Victor, LPM-1534, avec l'orchestre de Walter Colì; publié aux États-Unis)
- 1959: Songs From The Italian Riviera (RCA Victor, LPM-1613)

## Filmographie (partielle)
- Nilla Pizzi dans Une fille formidable 1952

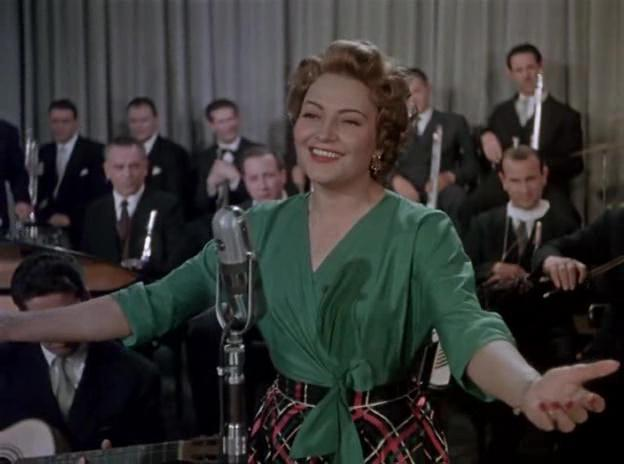
Nilla Pizzi dans Une fille formidable

  - Il microfono è vostro, réalisation de Giuseppe Bennati
  - Bagne à vie (Ergastolo), réalisation de Luigi Capuano
  - Solo per te Lucia, réalisation de Franco Rossi
  - Giovinezza, réalisation de Giorgio Pastinà
  - Pentimento, réalisation de Mario Costa
  - Rosalba, la fanciulla di Pompei, réalisation de Natale Montillo
- 1953
  - Une fille formidable (Ci troviamo in galleria), réalisation de Mauro Bolognini,
  - Les Passionnés (Canzone appassionata), réalisation de Giorgio Simonelli
  - La Route du bonheur (Saluti e baci) réalisation de Maurice Labro et Giorgio Simonelli
  - Dieci canzoni d'amore da salvare, réalisation de Flavio Calzavara
- 1955
  - La ragazza di Via Veneto, réalisation de Marino Girolami
  - Dramma nel porto, réalisation de Roberto Bianchi Montero
- 1956
  - Cantando sotto le stelle, réalisation de Marino Girolami
  - San Remo canta, réalisation de Domenico Paolella
  - Serenata al vento, réalisation de Luigi Latini de Marchi
  - Accadde di notte, réalisation de Gian Paolo Callegari
- 1957
  - Le soleil reviendra (Il sole tornerà), réalisation de Ferdinando Merighi
- 1958
  - ¿Adónde van nuestros hijos?, réalisation de Benito Alazraki
- 1959
  - Destinazione Sanremo, réalisation de Domenico Paolella
- 1965
  - 1965 : La mandragore (la mandragola), réalisation Alberto Lattuada.
- 1969
  - Una ragazza di Praga, réalisation de Sergio Pastore
- 1977
  - Melodrammore, réalisation de Maurizio Costanzo